# Siamanura
Genre
Siamanura est un genre de collemboles de la famille des Neanuridae.

## Distribution
Les espèces de ce genre se rencontrent en Asie du Sud-Est.

## Liste des espèces
Selon Checklist of the Collembola of the World (version du 17 octobre 2019) :
- Siamanura bisetosa Deharveng, 1987
- Siamanura breviseta Deharveng, 1987
- Siamanura burkhardti Deharveng, 1987
- Siamanura clavata Deharveng, 1987
- Siamanura gouzei Deharveng, 1987
- Siamanura hanuman (Yoshii, 1976)
- Siamanura inthanonensis Deharveng, 1987
- Siamanura leksawasdii Deharveng, 1987
- Siamanura lisu Deharveng, 1987
- Siamanura loebli Deharveng, 1987
- Siamanura maffrigali Deharveng, 1987
- Siamanura media Deharveng, 1987
- Siamanura phyllioseta Deharveng, 1987
- Siamanura primadinae Suhardjono & Deharveng, 1992
- Siamanura trisetosa Deharveng, 1987

## Publication originale
- Deharveng, 1987 : Siamanura n. g., nouveau genre thaïlandais de collembole Neanurinae. Travaux du Laboratoire d'Écobiologie des Arthropodes Édaphiques Toulouse, vol. 5, no 2, p. 1-41.